# Poplar and Limehouse
Circonscription parlementaire de la Chambre des communes
La circonscription de Poplar et Limehouse est une circonscription électorale anglaise située dans le Grand Londres et représentée à la Chambre des communes du Parlement britannique. Cette circonscription est grandement héritée de celle de Poplar et Canning Town.

## Géographie
La circonscription comprend :
- La partie sud du borough londonien de Tower Hamlets
- Le lieu-dit Isle of Dogs

## Députés
Les Members of Parliament (MPs) de la circonscription sont :
| Législature                                                                    | Années       | Député       | Député          | Parti        |
| ------------------------------------------------------------------------------ | ------------ | ------------ | --------------- | ------------ |
| Poplar and Limehouse issue de Poplar and Canning Town et Bethnal Green and Bow |              |              |                 |              |
| 55e                                                                            | 2010–2015    |              | Jim Fitzpatrick | Travailliste |
| 56e                                                                            | 2015–2017    |              | Jim Fitzpatrick | Travailliste |
| 57e                                                                            | 2017–2019    |              | Jim Fitzpatrick | Travailliste |
| 58e                                                                            | 2019–Présent | Apsana Begum |                 | Travailliste |

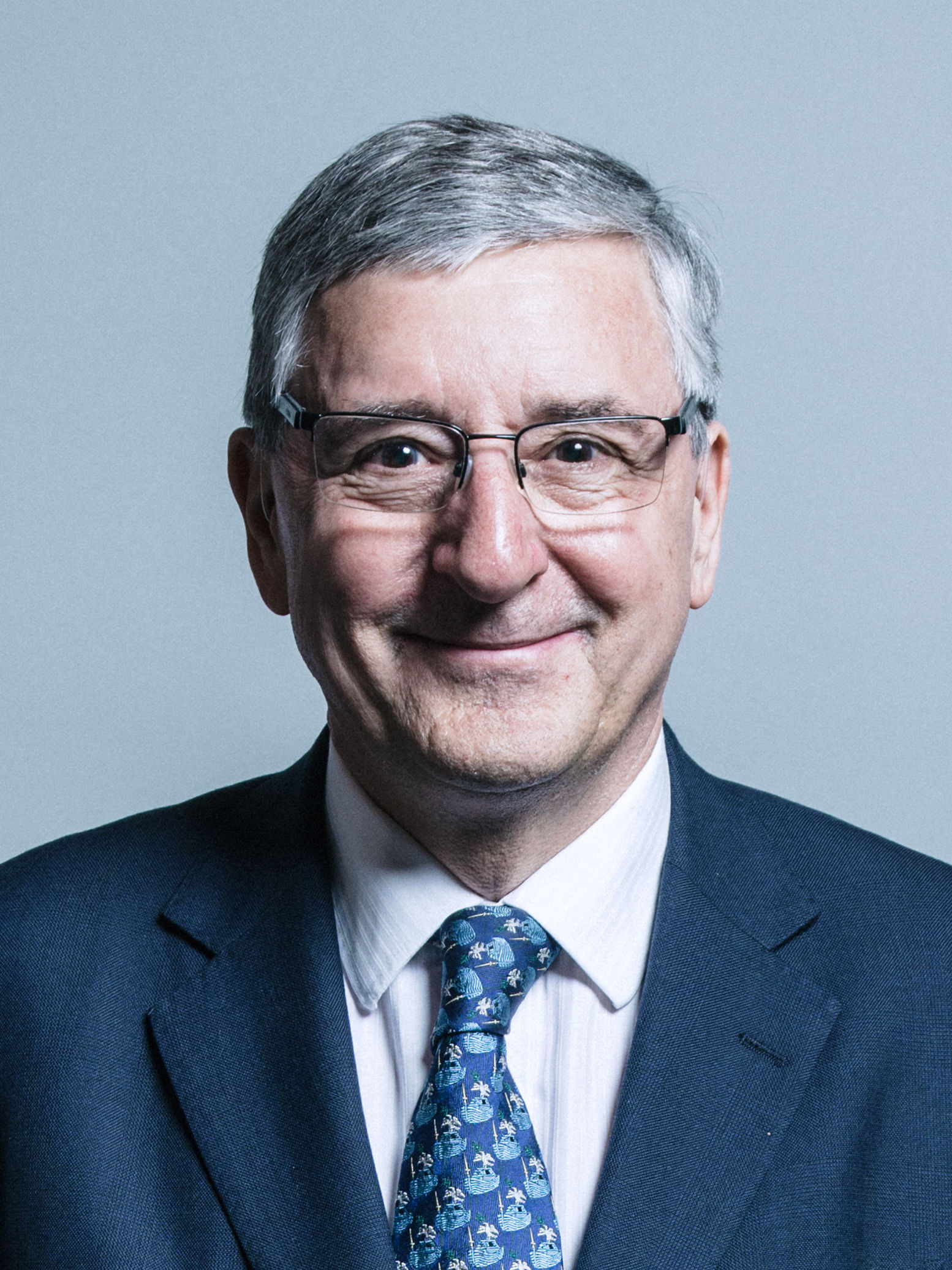
Jim Fitzpatrick (2010-2019)